# Fastlane 2015
Fastlane 2015 è stata la prima edizione dell'omonimo evento in pay-per-view prodotto annualmente dalla WWE. L'evento si è svolto il 22 febbraio 2015 al FedExForum di Memphis (Tennessee).

## Storyline
Durante il post-show della Royal Rumble, Rusev ha interrotto l'intervista di John Cena e i due hanno cominciato a darsi spintoni a vicenda. Nelle settimane successive si sono attaccati spesso l'un l'altro (scagliandosi entrambi contro il titantron) e il 26 gennaio, su WWE.com, è stato annunciato che Rusev avrebbe difeso lo United States Championship contro Cena a Fastlane.
Il 29 gennaio, a SmackDown, viene annunciato che Nikki Bella avrebbe difeso il Divas Championship contro Paige a Fastlane.
Nella puntata di Raw del 2 febbraio, Roman Reigns è stato manipolato dall'Authority in modo da dover difendere il suo match titolato per il WWE World Heavyweight Championship nel main event di WrestleMania 31, ottenuto vincendo il Royal Rumble match, a Fastlane. Più tardi nella stessa sera, Daniel Bryan ha sconfitto Seth Rollins e ha ottenuto il diritto di affrontare Reigns a Fastlane.
Il 23 novembre 2014, alle Survivor Series, Sting ha fatto la sua prima apparizione nella WWE attaccando Triple H con la Scorpion Death Drop e trascinando Dolph Ziggler sul corpo di Rollins, sancendo così la vittoria del Team Cena e l'estromissione al potere dell'Authority. Nella puntata di Raw del 9 febbraio, Triple H ha chiesto pubblicamente a Sting di confrontarlo faccia a faccia a Fastlane per risolvere la loro diatriba, iniziata alle Survivor Series. L'icona WCW ha comunicato la sua risposta affermativa sul titantron in modo tanto spettacolare da terrorizzare Triple H.
Il 19 gennaio, a Raw, Dean Ambrose ha sconfitto Bad News Barrett: nelle settimane successive, Ambrose ha quindi chiesto un match per l'Intercontinental Championship contro l'inglese a Fastlane, ottenendolo con la forza il 16 febbraio a Raw.
Il 16 febbraio è stato inoltre ufficializzato il match tra gli Usos e il tag team composto da Cesaro e Tyson Kidd per il WWE Tag Team Championship dopo settimane di scontri.
Il 19 febbraio, a SmackDown, è stato ufficializzato l'incontro tra i fratelli Goldust e Stardust dopo che, nelle settimane precedenti, il più giovane dei fratelli Rhodes aveva preso a comportarsi in modo sempre più imprevedibile. Lo stesso giorno, sul sito della federazione, viene ufficializzato il six-man tag team match tra Seth Rollins, Kane e Big Show contro Dolph Ziggler, Erick Rowan e Ryback, ancora contrapposti tra loro nella faida tra i sostenitori dell'Authority e gli oppositori di essa.

## Risultati
| # | Incontri                                                                          | Stipulazioni                                                                   | Durata |
| - | --------------------------------------------------------------------------------- | ------------------------------------------------------------------------------ | ------ |
| 1 | Big Show, Kane e Seth Rollins hanno sconfitto Dolph Ziggler, Erick Rowan e Ryback | Six-man tag team match                                                         | 13:01  |
| 2 | Goldust ha sconfitto Stardust                                                     | Single match                                                                   | 08:55  |
| 3 | Cesaro e Tyson Kidd (con Natalya) hanno sconfitto gli Usos (c) (con Naomi)        | Tag team match per il WWE Tag Team Championship                                | 09:33  |
| 4 | Nikki Bella (c) (con Brie Bella) ha sconfitto Paige                               | Single match per il WWE Divas Championship                                     | 05:34  |
| 5 | Bad News Barrett (c) ha sconfitto Dean Ambrose per squalifica                     | Single match per il WWE Intercontinental Championship                          | 07:58  |
| 6 | Rusev (c) (con Lana) ha sconfitto John Cena per KO tecnico                        | Single match per il WWE United States Championship                             | 18:42  |
| 7 | Roman Reigns ha sconfitto Daniel Bryan                                            | Single match per determinare lo sfidante al WWE World Heavyweight Championship | 20:10  |